# Cyclomia fidoniata
Cyclomia fidoniata är en fjärilsart som beskrevs av W. Warren 1901. Cyclomia fidoniata ingår i släktet Cyclomia och familjen mätare. Inga underarter finns listade i Catalogue of Life.